# Touch (松室政哉のアルバム)
『Touch』（タッチ）は、松室政哉の1枚目のミニアルバム。

## 解説
- メジャー初のミニアルバム作品。
- キャッチコピーは「キミが好き ただ馬鹿正直に -Musicalize Project- Vol.1」。
- “映像の音楽化”をテーマに楽曲と映像作品を連動させたリリース企画「Musicalize Project｣（ムジカライズ・プロジェクト）の第1弾。本作は、“現代的なラブストーリー”をテーマとしてラブソング全6曲を書き下ろしたコンセプト・アルバムとなっている。[1]
- 規格品番は、UMCA-10081。
- ジャケットのアートワークは、アートディレクターの大久保里美が担当。

## 収録内容
CD
1. ai
  - 作詞・作曲・編曲：松室政哉
2. hanbunko
  - 作詞・作曲・編曲：松室政哉
  - ルナシティ同志社山手「育みの街篇 2021春」CMソング
3. PUZZLE
  - 作詞・作曲・編曲：松室政哉
4. Cube
  - 作詞・作曲・編曲：松室政哉
5. Eternal
  - 作詞・作曲・編曲：松室政哉
6. Touch
  - 作詞・作曲・編曲：松室政哉

DVD
- 「Matsumuro Seiya Anniversary Live 2020 “with Quartetto” Online」2020.11.1東京・STUDIO E-RA

1. 今夜もHi-Fi
2. Fade out
3. 海月
4. どんな名前つけよう
5. hanbunko
6. ラブソング。
7. マーマレードジャム
8. 主題歌
9. Hello innocence
10. ハジマリノ鐘
11. 毎秒、君に恋してる
12. 今夜もHi-Fi

## 演奏
CD
- 松室政哉
  - Vocal, Chorus
  - Other Instruments (#1-4.6)
  - Acoustic Guitar (#6)
- 伊吹文裕
  - Drums (#1-3.5)
- 植松慎之介
  - Bass (#1-3.5)
- 外園一馬
  - Electric Guitar
  - Acoustic Guitar (#2.5)
- 半田彬倫
  - Acoustic Piano (#1-3.5)
  - Organ, Synthesizer (#2)
- 須原杏
  - Violin (#3)
- 須原杏ストリングス
  - Strings (#5)

DVD
- 松室政哉
  - Vocal, Acoustic Guitar, Acoustic Piano
- 坂本暁良
  - Drums
- 植松慎之介
  - Bass
- 須原杏
  - 1st Violin
- 三國茉莉
  - 2nd Violin
- 田島華乃
  - Viola
- 関口将史
  - Cello